# Balneari Giardini vízibusz (Velence)
A velencei Balneari Giardini jelzésű vízibusz Velence délnyugati oldalát kötötte össze a Lidóval. A helyi lakosság hétvégi strandjárata volt a Lidóra. A viszonylatot az ACTV üzemeltette.

## Története
A vízibuszt 2012 május 26-án indították a helyi lakosság kiszolgálására. A járattal a Lidón található strandok egyszerűbb megközelítését biztosították. Kihasználatlanság miatt még az évben megszűnt.
A Balneari San Alvise járat története:
| Időszak | Járat- szám       | Megállók                                              |
| ------- | ----------------- | ----------------------------------------------------- |
| 2012    | Balneari Giardini | Giardini – Sant’Alvise – Lido, Santa Maria Elisabetta |

## Megállóhelyei
| sz. | idő (perc) | megállóhely neve                 | látnivalók             |
| --- | ---------- | -------------------------------- | ---------------------- |
| 1   | 0          | Giardini                         | Giardini Biennale      |
| 2   | 4          | Sant’Elena                       | Sant’Elena             |
| 3   | 9          | Lido, Santa Maria Elisabetta "A" | Santa Maria Elisabetta |